# 南盖特 (加利福尼亚州)
南盖特（英語：South Gate），是美国加利福尼亚州洛杉矶县下属的一座城市。建市于1923年1月20日，面积大约为7.24平方英里（18.8平方公里）。根据2010年美国人口普查，该市有人口94,396人。